# Jackpot (Nevada)
Jackpot è una comunità non incorporata e census-designated place degli Stati Uniti d'America della contea di Elko nello Stato del Nevada. La popolazione era di 1 195 abitanti al censimento del 2010. Situata a meno di 1 miglio (1,6 km) dal confine con l'Idaho sulla U.S. Route 93, Jackpot era una destinazione per il gioco d'azzardo per i residenti dell'Idaho e altri stati vicini sin dalla sua fondazione.
Jackpot si trova 47 miglia (76 km) a sud di Twin Falls, Idaho, una città di circa 50 000 abitanti. Anche se fa parte ufficialmente dell'area micropolitana di Elko, Jackpot è spesso considerato parte della regione della Greater Twin Falls.
Oltre alla sua industria del casinò, Jackpot possiede delle proprie scuole, un campo da golf, e l'ufficio postale.
Jackpot, insieme al resto del Nevada fatta eccezione per la città di West Wendover, è legalmente parte del Pacific Daylight Time, ma, insieme ad altre città che confinano con l'Idaho come Jarbidge, Mountain City ed Owyhee, osservano ufficiosamente il Mountain Time Zone, a causa dei suoi legami economici con la Magic Valley nella regione sud dell'Idaho. Il Dipartimento dei Trasporti del Nevada e la Federal Aviation Administration locali non riconoscono questa osservanza ufficiosa.

## Geografia fisica
Secondo lo United States Census Bureau, ha un'area totale di 3,93 mi² (10,18 km²).

## Società

### Evoluzione demografica
Secondo il censimento del 2010, c'erano 1 195 persone.

### Etnie e minoranze straniere
Secondo il censimento del 2010, la composizione etnica della città era formata dal 61% di bianchi, l'1% di afroamericani, il 32% di altre etnie, e il 4% di due o più etnie. Ispanici o latinos di qualunque etnia erano il 56% della popolazione.